# کائو هوی
کائو هوی (انگلیسی: Cao Hui؛ زادهٔ ۷ سپتامبر ۱۹۹۱) کماندار زن اهل چین است. وی در بازی‌های المپیک تابستانی ۲۰۱۶ شرکت کرده‌است.